# Отравление Сергея и Юлии Скрипаль

Подозреваемые в отравлении Александр Петров и Руслан Боширов

Генерал-майор ГРУ Денис Сергеев — третий подозреваемый в отравлении

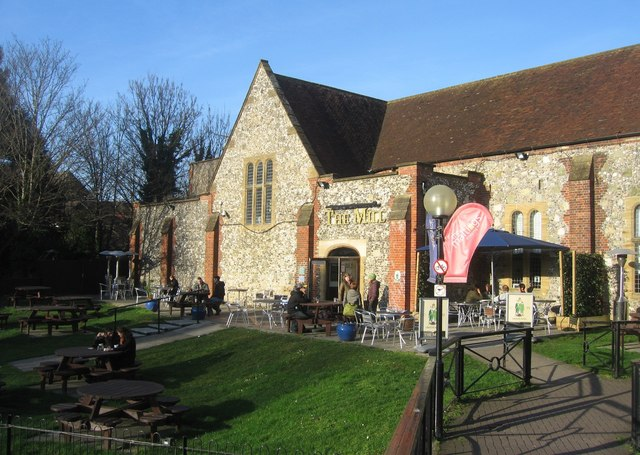
Бар The Mill, который Скрипаль посетил вместе с дочерью в день перед отравлением.

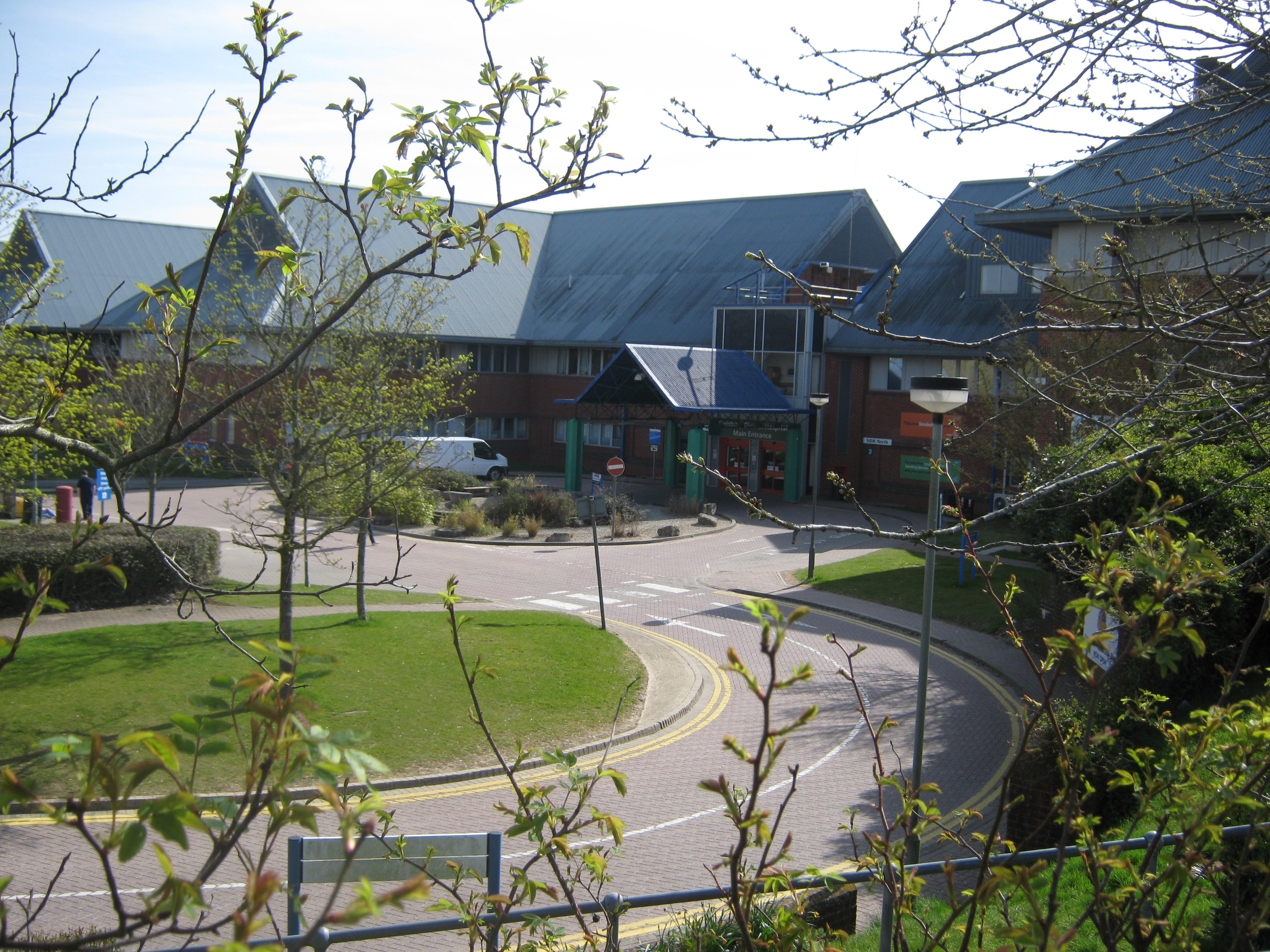
Окружной госпиталь Солсбери, куда были доставлены все пострадавшие от отравления.

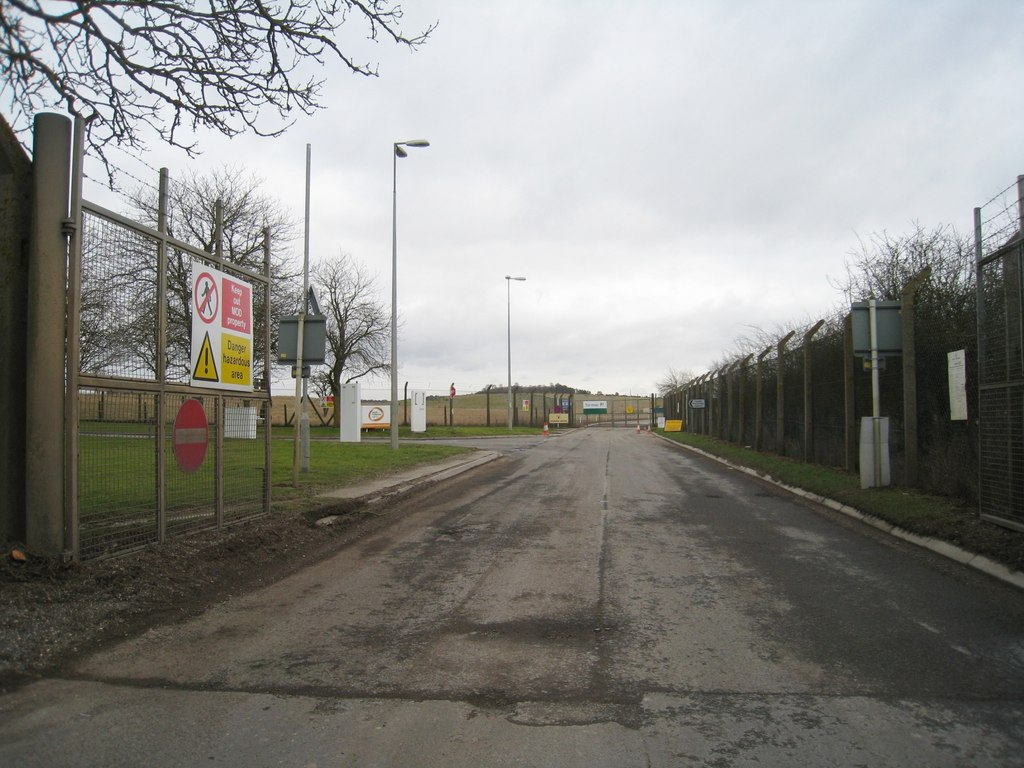
Въезд на территорию секретной подземной химической лаборатории «Портон-Даун» рядом с Солсбери

Отравле́ние Серге́я Скрипаля́ и его́ до́чери Ю́лии произошло в воскресенье 4 марта 2018 года в городе Солсбери, Великобритания. Работавший на британские спецслужбы бывший сотрудник ГРУ Сергей Скрипаль, имеющий два гражданства, России и Великобритании, и его дочь, гражданка России Юлия, прилетевшая из Москвы навестить отца, были отравлены нервно-паралитическим веществом и госпитализированы в бессознательном состоянии. В связи с полученным отравлением также был госпитализирован сержант криминальной полиции Ник Бейли, который первым проводил осмотр дома пострадавших. 29 марта Юлия пришла в себя и начала говорить, 10 апреля её выписали из больницы и перевезли в госпиталь на британской военной базе. 18 мая Сергей Скрипаль также был выписан из больницы. 4 июля 2018 года стало известно ещё об одном случае отравления веществом класса «Новичок», на этот раз его жертвами стали жители городка Эймсбери, что расположен в 11 км к северу от Солсбери.
Британские эксперты из секретной химической лаборатории «Портон-Даун» определили, что при отравлении использовалось боевое отравляющее вещество А-234 класса «Новичок», но при этом не установили место его производства. Позднее выводы британских экспертов о типе отравляющего вещества подтвердили в Организации по запрещению химического оружия.
Правительство Великобритании обвинило Россию в причастности к покушению на убийство Скрипалей и в нарушении Конвенции о запрещении химического оружия. Москва эти обвинения категорически отвергла и заявила, что отравление является провокацией, которая могла быть организована спецслужбами самой Великобритании или США. Разразился дипломатический конфликт. В ответ на отравление Лондон выслал 23 российских дипломата. Большинство стран Евросоюза, а также США, Канада, Австралия и ряд других стран из солидарности предприняли аналогичные шаги. Россия ответила на это зеркальными мерами. В августе 2018 года США ввели против России санкции в соответствии с законом 1991 года о контроле над химическим и биологическим оружием и запрете его военного применения. В августе 2019 года Государственный департамент США объявил о введении второго пакета санкций против России.
5 сентября 2018 года британская полиция опубликовала фотографии двух российских граждан, Александра Петрова (Мишкина А. Е.) и Руслана Боширова (Чепиги А. В.), подозреваемых в отравлении Скрипалей. По данным британских спецслужб, они являются офицерами ГРУ, прибывшими в Великобританию под вымышленными именами. Премьер-министр Великобритании Тереза Мэй заявила, что отравление было санкционировано российским руководством, а министр безопасности Великобритании Бен Уоллес возложил ответственность за отравление лично на Владимира Путина. Россия отвергла все обвинения.

## Отравление

### Обстоятельства отравления
3 марта 2018 года, накануне описываемых событий, дочь Сергея Скрипаля Юлия Скрипаль прилетела в Великобританию и в тот же день приехала в дом своего отца. Известно, что с этого момента до утра 4 марта они не выходили из дома. 4 марта с 9:15 до 13:30 на мобильных телефонах Сергея и Юлии Скрипалей была отключена функция GPS, и их местонахождение в этот период времени невозможно отследить. Примерно в 13:40 по местному времени Сергей Скрипаль вместе с дочерью приехал в торговый центр «Maltings» на собственном автомобиле. Они ненадолго зашли в паб «The Mill», после чего примерно с 14:20 до 15:35 обедали в итальянском ресторане «Zizzi», находящемся в этом же торговом центре. Затем они вышли на улицу. В 16:03 из спортзала Snap Fitness выходит Фрейя Черч, свидетельница происшествия, которая видит Сергея и Юлию Скрипалей сидящими на скамейке, причём Юлия находится без сознания, а Сергей «ведёт себя странно». Примерно в 16:15 на место прибывают экстренные службы, до их прибытия Сергей и Юлия оставались на скамейке возле торгового центра. В 17:10 Юлию увозят в окружной госпиталь на вертолёте, Сергея увозят наземным транспортом.
Следы яда, жертвами которого стали Сергей и Юлия Скрипаль, были найдены как в ресторане «Zizzi», где они обедали, так и в пабе «The Mill». Однако максимальная концентрация отравляющего вещества (как следует из результатов судебно-медицинского расследования, преданных огласке 28 марта) была обнаружена на ручке входной двери дома, в котором проживал Скрипаль. Как предполагается, нервно-паралитическое вещество в виде геля было нанесено на ручку. Прикоснувшись к ней первым, Сергей получил самую большую порцию яда, Юлия отравилась меньшим количеством вещества. Третий пострадавший — сержант Ник Бейли — был первым полицейским, осматривавшим жилище Скрипалей, где он также вступил в контакт с отравленной дверью. Позже за медицинской помощью обратилось ещё 46 человек, в том числе эксперт-криминалист, непосредственно исследовавший вещи, принадлежавшие Скрипалям.
По оценкам полиции, во время инцидента около 500 человек могли присутствовать в тех же местах, где могли быть отравлены Скрипаль и его дочь, а в общей сложности в контакт с ядовитым веществом потенциально мог вступить 131 человек. На помощь полиции в Солсбери было отправлено 180 военных. Среди них были офицеры химзащиты Королевского танкового полка, 40 морских пехотинцев, 20 офицеров Королевских военно-воздушных сил и экспертов Центра химической, биологической, радиологической и ядерной обороны. Оказавшаяся рядом с местом отравления госсоветник по вопросам здравоохранения Салли Дэвис рекомендовала постирать свою одежду, а сумки, ювелирные изделия, телефоны протереть влажной салфеткой, чтобы предупредить возможное отравление.
В апреле 2018 года Вил Мирзаянов (которого СМИ называют одним из разработчиков «Новичка») высказал мнение, что Сергей и Юлия Скрипали не погибли из-за того, что в этот день в Солсбери был сильный туман и высокая влажность, что сделало невозможным полноценное применение яда (отравляющие вещества этой группы разрушаются в воде). Другие учёные также высказывали мнение о том, что Скрипали выжили в том числе и потому, что влажность ослабила отравляющую силу «Новичка».
Однако 4 мая глава Организации по запрету химического оружия (ОЗХО) Ахмет Узюмджю сказал в интервью, что применённое в Солсбери нервно-паралитическое вещество оказалось чрезвычайно стойким и на него не действуют изменения погоды.

### Очистка местности от яда
Объекты, где были обнаружены следы отравляющего вещества, обнесли трёхметровой оградой. В середине апреля 2018 года Министерство по защите окружающей среды Великобритании организовало в Солсбери работы по очистке местности от яда. В министерстве сообщили, что мероприятия по очистке займут несколько месяцев. При этом британские власти заявили, что Солсбери «безопасен» и что жителям и приезжим не надо предпринимать никаких особых мер предосторожности.
Посольство России в Великобритании высказало предположение, что под видом обеззараживания местности в Солсбери осуществляется операция по уничтожению вещественных улик с тем, чтобы помешать прозрачному расследованию инцидента.

### Дальнейшая судьба Сергея и Юлии Скрипаль
Юлия Скрипаль пришла в сознание 27 марта и начала говорить. 8 апреля было объявлено, что Сергей Скрипаль также вышел из комы и пошёл на поправку. Источник в британском правительстве 8 апреля сообщил газете The Sunday Times, что Скрипали в скором времени начнут помогать следствию и что секретная служба Ми-6 обсудила с ЦРУ возможность их переправки в США под вымышленными именами с целью защитить их от новых покушений. Газета также сообщила, что Юлия Скрипаль отказалась от консульской поддержки со стороны России, что говорит о её желании остаться на Западе.
5 апреля, после обращения представителя МИД России Марии Захаровой, стало известно о судьбе домашних животных Сергея Скрипаля. Оказалось, что две морские свинки, жившие в его доме, погибли от обезвоживания, а чёрного персидского кота по кличке Нэш ван Дрейк усыпили. После отравления Сергея Скрипаля его дом был опечатан полицией. Когда ветеринар смог туда попасть, морские свинки были уже мертвы. Кота, которого взяли для проверки в лабораторию Портон-Даун, было решено усыпить, чтобы облегчить его страдания.
9 апреля Юлия Скрипаль была выписана из больницы. 18 мая было объявлено, что Сергей Скрипаль также выписан из больницы. Высказывались предположения, что после воссоединения семейство Скрипалей разместят на конспиративной квартире британских спецслужб в Лондоне. 23 мая Юлия Скрипаль впервые после отравления появилась перед камерами. Она заявила, что ей повезло остаться в живых после отравления, поблагодарила сотрудников госпиталя в Солсбери и выразила надежду, что когда-нибудь вернётся в Россию.
По данным близкого к спецслужбам источника издания «The Telegraph», по состоянию на январь 2019 года Скрипали оставались под присмотром медиков и охраной спецслужб, а Юлия Скрипаль устроилась на работу и встречалась с некоторыми из своих близких друзей. Источники издания также сообщили, что Скрипали внешне изменились. Сергей Скрипаль сильно похудел и, возможно, не хочет давать интервью, чтобы не раскрывать свою нынешнюю внешность.
7 июня 2020 года издание «The Sunday Times» сообщила, что Скрипали сменили личности и переехали в Новую Зеландию.

## Расследование
По словам представителей британской полиции, расследование обстоятельств отравления Скрипаля и его дочери стало «одним из самых масштабных и самых сложных, которые когда-либо предпринимал антитеррористический отдел британской полиции».

### Идентификация отравляющего вещества

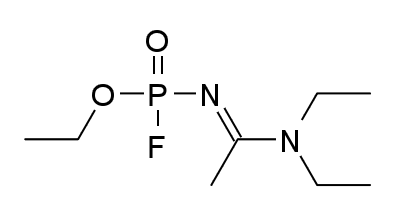
Формула нервно-паралитического вещества A-234 типа «Новичок»

В первые дни после отравления британские СМИ сообщили, что отравление было совершено редким нервно-паралитическим веществом, которое производят лишь в нескольких лабораториях в мире. 7 марта полиция сообщила, что яд был идентифицирован, но в течение нескольких дней в интересах следствия этот факт скрывался. 12 марта премьер-министр Великобритании Тереза Мэй в выступлении перед парламентом сообщила, что отравление было вызвано боевым нервно-паралитическим веществом типа «Новичок», которое, по её словам, было разработано в России.
22 марта британский суд разрешил взять анализы крови у Сергея Скрипаля и его дочери, остававшихся в коме. Позднее судья объявил, что результаты экспертизы подтвердили, что Скрипаль и его дочь были отравлены нервно-паралитическим веществом класса «Новичок» или родственным ему. Эту информацию суду предоставил эксперт из лаборатории «Портон-Даун», в которой проводился анализ крови.
3 апреля 2018 года глава лаборатории в Портон-Даун Гари Эйткенхед заявил, что британские учёные не установили страну происхождения «Новичка» и не ставили перед собой такой задачи. Он, в частности, отметил: «Наша работа заключается в том, чтобы предоставить научные доказательства того, что это за нервно-паралитическое вещество. Мы обнаружили, что оно относится к этому определённому классу и что оно военного назначения, но это не наша работа выяснять, где оно было произведено». По словам Эйткенхеда, определять источник вещества необходимо другими методами, которые имеются в арсенале британского правительства. При этом Эйткенхед подтвердил высказанные ранее предположения о том, что «Новичок», скорее всего, мог быть произведён только на мощностях государственного уровня, так как для его производства требуются высокотехнологичные методы. Эйткенхед также отверг заявления российской стороны о том, что возможным источником вещества является их лаборатория в Портон-Даун, находящаяся в 13 километрах от Солсбери.
12 апреля Организация по запрещению химического оружия (ОЗХО) опубликовала краткую версию доклада, который «подтверждает заключения британской стороны о типе агента», применённого в Солсбери. В документе отмечается, что выводы о типе агента сделаны на основе сведений о состоянии пострадавших, анализов крови, а также образцов, взятых экспертами ОЗХО на месте происшествия. В ходе анализа также было установлено, что применённое вещество отличается высокой чистотой и почти не содержит загрязняющих примесей. В то же время в докладе отсутствует конкретное наименование химагента. Также не указано возможное происхождение вещества, так как это не входило в задачи экспертов. Кроме того, ОЗХО объявила о том, что ею выпущен полный доклад, текст которого засекречен, но доступен всем странам-членам организации. По сообщению ОЗХО, в этом докладе содержится название и приведена химическая структура исследованного вещества.
14 апреля 2018 года министр иностранных дел РФ Сергей Лавров сделал заявление со ссылкой на неопубликованные данные из отчёта швейцарского центра радиологического и химико-биологического анализа в городе Шпиц, участвовавшего в анализе образцов из Солсбери, что экспертиза выявила в них наличие отравляющих веществ BZ и А-234 («Новичок-7»), причём последнего — как в виде продуктов разложения, так и в исходном виде в смертельной концентрации. По мнению Лаврова, клиническая картина больше соответствует действию несмертельного BZ. В официальный доклад ОЗХО вошли только сведения об A-234. 18 апреля на заседании исполнительного совета ОЗХО его генеральный директор Ахмет Узюмджю объяснил, что прекурсор BZ был использован в качестве контрольной пробы для проверки качества работы лабораторий и к образцам из Солсбери отношения не имеет. Россия эти объяснения не приняла.
20 апреля Посольство РФ в Лондоне предположило, что британские спецслужбы впрыснули «Новичок» Юлии Скрипаль перед забором у неё образцов для анализа лабораториями ОЗХО. Это предположение основывалось на том, что в крови Юлии (в отличие от крови её отца, подвергшегося более сильному воздействию яда) через 18 дней после отравления был обнаружен неразложившийся нервно-паралитический агент.

### Происхождение отравляющего вещества
Участвовавший в разработке химического оружия в СССР химик Вил Мирзаянов утверждает, что «опытные образцы» «Новичка» могут быть «у многих стран», в том числе у Великобритании, но его производство «было отлажено только в СССР и России».
По сообщению газеты «The Times», ссылающейся на анонимный источник, на закрытом совещании для членов НАТО британская разведка сообщила, что «Новичок», которым были отравлены Сергей Скрипаль и его дочь Юлия, был произведён на военной научно-исследовательской базе в городе Шиханы в Саратовской области. Вместе с тем газета пояснила, что источники в спецслужбах не на 100 % уверены в том, что лаборатория расположена именно в указанном месте.
Позицию России озвучил Владимир Путин, заявивший, что на современном уровне развития химической промышленности отравляющие вещества, похожие на «Новичок», могут производиться в 20 странах мира. В 2008 году тот же Вил Мирзаянов опубликовал в своей книге (изданной на английском языке в США) формулу секретного отравляющего вещества А-234 и всю технологию его производства.

### Письмо Марка Седвилла
12 апреля 2018 года ведущие британские СМИ предали огласке письмо советника по национальной безопасности Великобритании Марка Седвилла генеральному секретарю НАТО Йенсу Столтенбергу, в котором были приведены данные британской разведки, подтверждающие, по мнению Седвилла, версию о причастности России к отравлению. В частности, в письме утверждается, что работа над «Новичком», разработанным в СССР, была продолжена в России после 1993 года, когда Россия присоединилась к Конвенции о запрещении химического оружия, и что за последние десять лет было произведено небольшое его количество. По словам автора, в середине 2000-х президент России Владимир Путин сам был «вовлечён» в программу по разработке химического оружия. Как следует из текста письма, в 2000-е годы в России занимались исследованием способов применения химического оружия (в том числе путём нанесения отравляющих веществ на дверные ручки) и проводили соответствующее обучение спецподразделений. Седвилл в своём письме также утверждает, что по крайней мере начиная с 2013 года специалисты ГРУ пытались получить доступ к электронной почте Юлии Скрипаль. Таким образом, подчёркивает автор письма, «…только у России есть и технические средства, и оперативный опыт, и мотив для атаки на Скрипалей» и иного «правдоподобного объяснения» случившемуся в Солсбери нет.
Посольство России в Великобритании в своём комментарии по поводу публикации заявило, что она демонстрирует недостаток свидетельств о причастности России к «делу Скрипалей»: «Всё „дело“ против России построено на трёх элементах: идентификации химической субстанции, искусственных выводах и заключениях, а также на „разведывательной информации, которую нельзя проверить“». Если не считать этой патетики, говорится в комментарии, Великобритания «не предоставила союзникам по НАТО содержательной информации».

### Установление подозреваемых и обстоятельств отравления
В начале расследования СМИ сообщали о разных версиях отравления. В первые несколько дней после инцидента появилась версия о том, что отравляющее вещество было передано Скрипалю вместе с букетом цветов (4 марта примерно в 9:15 машина Скрипаля была замечена на улицах Лондон-роуд, Черчилль-уэй-норт и Уилтон-роуд; на Лондон-роуд находится кладбище, где похоронены жена и сын Сергея Скрипаля; предполагается, что 4 марта утром отец и дочь посетили это кладбище). Затем появилась версия об отравлении «Новичком» вещей в чемодане Юлии Скрипаль до её вылета из Москвы в Лондон. Леонид Ринк, в советское время участвовавший в разработке химического оружия, назвал эту версию «полной ахинеей» и заявил, что при таком варианте Юлия Скрипаль не смогла бы доехать до Лондона живой. В середине марта в американских СМИ появилась ещё одна версия, согласно которой Скрипали были отравлены в автомобиле через вентиляционную систему.
28 марта 2018 года появилась информация, что криминалисты выявили наибольшую концентрацию отравляющего вещества на входной двери дома Скрипаля в Солсбери. Именно там, по мнению британской полиции, произошёл первый контакт Сергея Скрипаля и его дочери с «Новичком».
8 апреля в прессе появились сведения, что в день отравления Сергей и Юлия Скрипали, как выяснилось, ненадолго вернулись домой около 11:30. Было высказано предположение, что отравление Сергея Скрипаля произошло в момент открывания двери. Предполагалось, что Юлия прикоснулась к ручке двери после Сергея, на руках которого оказалась бо́льшая часть отравляющего геля. Предполагалось, что отравляющий гель был нанесён на ручку двери 4 марта после того, как Скрипали утром вышли из дома.
20 апреля 2018 года газета «The Daily Telegraph» сообщила, что британская полиция и спецслужбы определили главных подозреваемых в покушении на Скрипалей и что они находятся на территории России. В статье со ссылкой на анонимных представителей спецслужб утверждалось, что исполнители преступления, действуя по прямому указанию российского руководства, нанесли на ручку двери дома Сергея Скрипаля жидкость, содержащую нервно-паралитическое вещество класса «Новичок». По утверждению автора, предполагаемые исполнители могли быть установлены путём проверки данных о прилетавших в Великобританию и вскоре покинувших страну людях, а также путём изучения видеозаписей с камер наблюдения и данных с камер распознавания автомобильных номеров.
5 сентября 2018 года начальник контртеррористического отдела Скотленд-Ярда Нил Басу сообщил о наличии у Великобритании достаточных доказательств, чтобы выдвинуть обвинения против двух граждан России, офицеров ГРУ, въехавших на территорию Великобритании под вымышленными именами «Александр Петров» и «Руслан Боширов». Как утверждалось, их настоящие имена на тот момент уже были известны следствию. Обвиняемые попали в поле зрения камер наблюдения в Солсбери. 4 марта в 11:58 камера зафиксировала их в трёхстах метрах от дома Скрипаля непосредственно перед тем, как было совершено покушение. По данным полиции, Скрипали 4 марта впервые уехали из дома около 9:00, вернулись около 11:00 — 11:30 и примерно в 13:00 — 13:30 вновь вышли из дома, а около 16:15 их нашли без сознания. Петров и Боширов прибыли в Великобританию 2 марта и покинули территорию страны 4 марта. Утверждается, что в номере гостиницы «City Stay Hotel» в Лондоне, где они останавливались, были обнаружены следы «Новичка». В ходе расследования было установлено, что «Новичок» находился в специально изготовленной для его транспортировки ёмкости, имитирующей флакон духов «Premier Jour» Nina Ricci. Королевская прокурорская служба заявила, что был выдан европейский ордер на арест подозреваемых, однако запроса об их экстрадиции не будет, поскольку экстрадиция российских граждан запрещена Конституцией РФ.
12 сентября во время своего выступления на Восточном экономическом форуме во Владивостоке Владимир Путин заявил, что российские власти нашли тех, кого Великобритания считает подозреваемыми. Он добавил, что эти люди являются гражданскими и ничего особого и криминального в их действиях нет, а также выразил надежду, что они сами появятся и расскажут о себе. 13 сентября телекомпания RT опубликовала на YouTube интервью главного редактора телеканала Маргариты Симоньян с двумя мужчинами, чьи фотографии были опубликованы Великобританией как фото подозреваемых. Они сообщили, что Александр Петров и Руслан Боширов — это их реальные имена, и заявили, что посещали Солсбери в качестве туристов по совету друзей.
Расследование интернет-изданий «Фонтанка.ру», «The Insider» и «Bellingcat» привело к публикации копий служебных документов Федеральной миграционной службы по выдаче паспортов Петрова и Боширова, в которых находились отметки «сведений не давать». 25 сентября ФСБ начала розыск сотрудников МВД, которые предоставили журналистам анкеты на получение загранпаспортов и данные об авиаперелётах Петрова и Боширова.
26 сентября интернет-издания «The Insider» и «Bellingcat» заявили о том, что «Руслан Боширов» — это полковник ГРУ, Герой России Анатолий Чепига. 2 октября «Bellingcat» совместно с журналистами Радио «Свобода» Марком Крутовым и Сергеем Добрыниным заявили, что нашли в социальной сети «Одноклассники» фотографии стенда «Выпускники-герои» ДВОКУ, на котором «отчётливо виден Анатолий Владимирович Чепига, хорошо читаются его имя, фамилия и отчество».
28 сентября газета «The Telegraph» со ссылкой на британскую разведку сообщила о третьем подозреваемом, предположительно причастном к отравлению в Солсбери.
8 октября интернет-издание «The Insider» опубликовало фотографию внутреннего паспорта РФ на имя Александра Евгеньевича Мишкина — военного врача и полковника ГРУ, который, по данным издания, и является «Александром Петровым» — вторым обвиняемым в отравлении Сергея Скрипаля. 9 октября «The Insider» и «Bellingcat» дополнительно сообщили, что Александр Мишкин родом из посёлка Лойга Архангельской области.
10 октября радиокомпания «Чешское радио» со ссылкой на источник в спецслужбах Чехии сообщила, что Руслан Боширов и Александр Петров вели слежку за Сергеем Скрипалём в 2014 году, когда Скрипаль должен был встретиться с представителями чешских спецслужб.
19 декабря 2018 года Министерство финансов США ввело санкции против Анатолия Чепиги (он же Руслан Боширов) и Александра Мишкина (он же Александр Петров). В заявлении ведомства они названы сотрудниками ГРУ, ответственными за нападение на Сергея Скрипаля и его дочь.
6 января 2019 года издание «The Telegraph» сообщило, что британские власти установили все детали покушения на Скрипалей.
Российская сторона отказалась комментировать любые неофициальные сообщения о подозреваемых.
21 января 2019 года Евросоюз ввёл санкции против четырёх сотрудников российской военной разведки: Анатолия Чепиги (Руслана Боширова), Александра Мишкина (Александра Петрова), главы ГРУ Игоря Костюкова и его заместителя Владимира Алексеева, ответственных, по мнению Евросоюза, за хранение, транспортировку и применение химического оружия в Солсбери.
В феврале 2019 года интернет-издания «The Insider» и «Bellingcat» написали об установлении личности третьего подозреваемого в отравлении. По их информации, им оказался высокопоставленный офицер ГРУ Денис Вячеславович Сергеев 1973 года рождения, в 2010 году получивший паспорт на подставную личность Сергея Вячеславовича Федотова. В сентябре 2021 года генерал-майора Сергеева официально обвинили в причастности к отравлению.

### Реакция на результаты расследования
5 сентября 2018 года, выступая в Палате общин, премьер-министр Великобритании Тереза Мэй заявила, что отравление наверняка было санкционировано российским руководством:

Основываясь на этой работе, сегодня я могу сообщить членам Палаты, что согласно данным спецслужб, двое, названные сегодня полицией и прокуратурой, являются сотрудниками российской военной разведывательной службы, также известной как ГРУ.
ГРУ — очень дисциплинированная организация с устоявшейся субординацией.
Так что эта операция не могла быть стихийной. Более того, ее практически наверняка утверждали за пределами ГРУ на высшем уровне российского государства.
Оригинальный текст (англ.)Based on this work, I can today tell the House that, based on a body of intelligence, the Government has concluded that the two individuals named by the police and CPS are officers from the Russian military intelligence service, also known as the GRU.

The GRU is a highly disciplined organisation with a well-established chain of command.

So this was not a rogue operation. It was almost certainly also approved outside the GRU at a senior level of the Russian state.
Министр безопасности Великобритании Бен Уоллес возложил ответственность за отравление лично на Владимира Путина: «В конечном счёте ответственность несёт он [Путин], ведь он президент своей страны, его правительство финансирует и управляет деятельностью спецслужб — ГРУ — через министерство обороны. Не думаю, что кто-либо мог бы сказать, что он не контролирует то, что происходит в его стране».
В совместном заявлении Франции, Германии, США, Канады и Великобритании приветствовался прогресс в расследовании британской стороной отравления Скрипалей.
6 сентября пресс-секретарь президента России Дмитрий Песков ответил на результаты британского расследования, заявив, что «Россия не имела и не имеет ничего общего с событиями в Солсбери. Россия никоим образом не причастна. Мы ещё раз заявляем, что ни высшее руководство России, ни руководство рангом ниже, и никакие официальные представители не имели и не имеют ничего общего с событиями в Солсбери».

## Реакция на государственном уровне

### Великобритания
12 марта в своём докладе в Палате общин о расследовании инцидента в Солсбери премьер-министр Великобритании Тереза Мэй заявила, что Сергей Скрипаль и его дочь были отравлены боевым отравляющим нервно-паралитическим веществом «Новичок», разработанным в России. По её словам, вещество было идентифицировано ведущими экспертами в сфере обороны, науки и технологий из лаборатории в Портон-Даун. Тереза Мэй также заявила:

Сейчас стало ясно, что господин Скрипаль и его дочь были отравлены боевым нервно-паралитическим веществом разработанного в России типа. Оно относится к группе нервно-паралитических веществ, известных как «Новичок». На основе положительной идентификации этого химического вещества ведущими мировыми экспертами лаборатории оборонных наук и технологий в Портон-Даун, и учитывая то, что Россия раньше производила это вещество и всё ещё имеет возможность произвести его вновь, а также учитывая предыдущие финансировавшиеся российским государством убийства и то, что, по нашей оценке, Россия считает некоторых перебежчиков легитимными целями для убийства, правительство пришло к выводу, что Россия с большой вероятностью ответственна за действия, направленные против Сергея и Юлии Скрипаль. Господин спикер, таким образом есть только два правдоподобных объяснения того, что произошло в Солсбери 4 марта. Либо это было прямое действие российского правительства против нашей страны, либо российское правительство потеряло контроль над распространением потенциально катастрофически опасного нервного токсина, и он попал в чужие руки.
Оригинальный текст (англ.)It is now clear that Mr Skripal and his daughter were poisoned with a military-grade nerve agent of a type developed by Russia. This is part of a group of nerve agents known as 'Novichok'. Based on the positive identification of this chemical agent by world-leading experts at the Defence Science and Technology Laboratory at Porton Down; our knowledge that Russia has previously produced this agent and would still be capable of doing so; Russia's record of conducting state-sponsored assassinations; and our assessment that Russia views some defectors as legitimate targets for assassinations; the Government has concluded that it is highly likely that Russia was responsible for the act against Sergei and Yulia Skripal. Mr Speaker, there are therefore only two plausible explanations for what happened in Salisbury on the 4th of March. Either this was a direct act by the Russian State against our country. Or the Russian government lost control of this potentially catastrophically damaging nerve agent and allowed it to get into the hands of others.— 
Премьер-министр дала России сутки на то, чтобы предоставить заслуживающие доверия объяснения по поводу произошедшего. Она добавила: «Если Россия не предоставит „правдоподобного объяснения“, то отравление Скрипаля будет считаться противозаконным использованием российским государством силы на территории Великобритании». Как заявила Мэй, в таком случае Великобритания должна быть готова предпринять значительно более широкие меры, которые будут объявлены в парламенте 15 марта.
12 марта МИД Великобритании потребовал объяснений у посла России в Лондоне. Министр иностранных дел Борис Джонсон заявил российскому послу Александру Яковенко, что Москва должна предоставить полную информацию о программе «Новичок» Организации по запрещению химического оружия. Министр предупредил российское правительство о возможных санкциях, если будет доказано, что за отравлением стоит Москва.

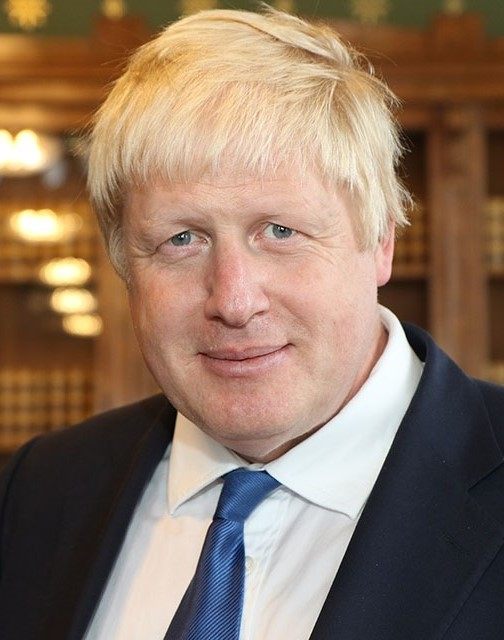
«Знаете, я должен сказать, что считаю российскую позицию по судьбе „Новичка“ всё более странной. В одном заявлении нам говорят, что никогда не производили „Новичок“, — это сказал российский посол в ЕС. В другом заявлении утверждается, что они производили его, но все запасы были уничтожены. В третьем заявлении говорится: да, все запасы уничтожены, за исключением некоторого количества, которое могло попасть в такие страны, как Швеция, Чехия, Словакия, США, и, может быть, Великобритания. <…> Я думаю, им надо определиться с этим». Министр иностранных дел Великобритании Борис Джонсон в интервью Deutsche Welle 20 марта 2018 года.

14 марта Тереза Мэй официально обвинила Россию в попытке убийства Скрипаля и его дочери. Мэй объявила, что в ответ на отравление будут приостановлены двусторонние контакты с Россией на высоком уровне и из Великобритании будут высланы 23 российских дипломата, которые, возможно, занимаются шпионской деятельностью. Также стало известно, что Великобритания понизит уровень представительства на предстоящем чемпионате мира по футболу: в Россию не поедут высокопоставленные чиновники и члены королевской семьи. Мэй также заявила, что рассчитывает на принятие новых международных мер в отношении России и с этой целью Великобритания созовёт экстренное заседание Совета Безопасности ООН. Кроме этого, Мэй указала на возможность замораживания российских государственных средств в британских банках. В тот же день, 14 марта, газета The Independent сообщила, что Тереза Мэй планирует начать против России экономическую войну. Источник газеты в британском правительстве сообщил, что «экономика России (которая в два раза меньше британской) в основном сосредоточена в руках небольшой горстки людей» и Великобритания намерена сделать так, чтобы «экономика стала ещё меньше, раз они [россияне] хотят продолжать в том же духе». По данным источника, британское правительство не хочет допустить того, чтобы «гангстерские» выходки Владимира Путина остались безнаказанными. Было сообщено, что британские высокопоставленные чиновники и члены королевской семьи будут бойкотировать чемпионат мира по футболу в России.
14 марта в ходе заседания Совета Безопасности ООН Великобритания официально обвинила Россию в нарушении Конвенции о запрещении химического оружия. И. о. британского постпреда при ООН заявил, что Россия «не уведомила о программе разработки нервно-паралитического вещества „Новичок“».
15 марта Борис Джонсон заявил, что у британского правительства имеются «ошеломляющие» доказательства причастности России к отравлению Скрипаля, однако он не уточнил, какими именно доказательствами правительство располагает. В тот же день министр обороны Великобритании Гэвин Уильямсон заявил о выделении 48 млн фунтов стерлингов на модернизацию секретной военной лаборатории при Центре химической, биологической, радиологической и ядерной защиты Портон-Даун.
В Великобритании были усилены меры по контролю частных авиаперевозчиков, правительство заявило о намерении принять новый закон против враждебной деятельности иностранных государств.
26 марта министр обороны Великобритании Гэвин Уильямсон заявил о выдаче в связи с «делом Скрипаля» ордеров на арест российского имущества сомнительного происхождения.
4 апреля МИД Великобритании удалил из своего официального аккаунта твит от 22 марта: «анализ ведущих мировых экспертов лаборатории в Портон-Дауне определил, что это было боевое отравляющее нервно-паралитическое вещество „Новичок“, произведённое в России» (за день до этого глава лаборатории заявил, что его эксперты не определили страну происхождения вещества). В МИД Великобритании объяснили, что этот твит был частью прямой трансляции встречи посла Соединённого Королевства в России Лори Бристоу с представителями иностранных посольств 22 марта 2018 года и был удалён из-за его несоответствия словам посла. Стенограмма встречи была опубликована на сайте посольства.

### Россия
6 марта 2018 года пресс-секретарь президента Дмитрий Песков, в связи с распространявшимися в западных СМИ утверждениями о причастности к инциденту российской стороны, заявил, что в Кремле не располагают никакой информацией об отравлении бывшего разведчика, но Москва готова сотрудничать со следствием.
В тот же день посольство России в Великобритании попросило британские власти предоставить информацию об инциденте. Было также отмечено, что «ситуация в медийном пространстве быстро перерастает в новый виток ведущейся в Великобритании антироссийской кампании. Вниманию читателей предлагаются различные спекуляции, суть которых сводится в конечном счёте к очернительству России».
7 марта официальный представитель МИД России Мария Захарова заявила, что ситуация с «историей» Скрипаля идентична со случаями Б. Березовского и А. Перепеличного. «Сценарий один и тот же» и «закончится так же. Сначала будет раздут медийный фон, будут звучать абсолютно безосновательные, бездоказательные обвинения, потом опять все это засекретится. И опять ни журналисты, ни общественность, ни политики, ни официальные лица не узнают, что же там было на самом деле».
12 марта Владимир Путин и его пресс-секретарь не стали отвечать на вопросы прессы об инциденте, заявив, что он не имеет отношения к России. Песков объяснил, что официального заявления правительства Великобритании по этому вопросу сделано не было, тогда как «вышеупомянутый гражданин России работал в одной из секретных служб Великобритании» и инцидент произошёл на британской земле.
13 марта в ответ на ультиматум Терезы Мэй, в котором она потребовала от России в течение 24 часов предоставить объяснения о причастности России к отравлению Сергея Скрипаля и его дочери, министр иностранных дел РФ Сергей Лавров заявил, что Россия никакого отношения к этому инциденту не имеет. Министр потребовал передать Москве образцы токсичного вещества, которым были отравлены Скрипаль и его дочь, и упрекнул Великобританию в несоблюдении требований Конвенции о запрещении химического оружия.
16 марта Следственный комитет России возбудил уголовное дело по пункту «е» части 2 статьи 105 УК РФ (покушение на убийство, совершённое общеопасным способом) в связи с фактом покушения на убийство гражданки Российской Федерации Юлии Скрипаль — дочери Сергея Скрипаля. 28 марта Следственный комитет России направил через Генеральную прокуратуру России официальный запрос компетентным органам Великобритании о правовой помощи по уголовному делу по факту покушения на убийство Юлии Скрипаль и выразил готовность к сотрудничеству в расследовании преступления.
31 марта МИД России опубликовал список из 14 вопросов, которые посольство Российской Федерации в Лондоне направило МИД Великобритании в связи с «делом Скрипалей». В частности, Россия потребовала от британской стороны пояснить, почему ей отказано в праве консульского доступа к двум российским гражданам, которые пострадали на британской территории, какие антидоты и в какой форме были введены пострадавшим, а также как эти антидоты оказались у британских медиков на месте инцидента.
В тот же день МИД России опубликовал список из 10 вопросов, которые посольство Российской Федерации в Париже направило МИД Франции. В частности, Россия потребовала от французской стороны пояснить, на каком основании Францию привлекли к сотрудничеству в расследовании инцидента в Солсбери и направляла ли французская сторона официальное уведомление в ОЗХО о подключении к делу. Россия также хотела бы получить информацию о том, какие доказательства по делу британские органы передали Франции, присутствовали ли французские эксперты при заборе биоматериала Скрипалей и проводились ли исследования проб во Франции.
1 апреля МИД России опубликовал список из 13 вопросов, которые постоянное представительство Российской Федерации при Организации по запрещению химического оружия (ОЗХО) направило в Технический секретариат организации в связи с «делом Скрипалей». В частности, Россия требует пояснить, намерен ли Техсекретариат ОЗХО поделиться в установленном порядке с Исполнительным советом (в том числе и с Россией) информацией, которую британцы предоставляют Техсекретариату, какова была процедура отбора проб, соблюдался ли основополагающий принцип КЗХО при проведении расследований (т. н. «chain of custody»).
Что касается там Скрипалей и так далее, искусственно раздувается этот шпионский скандал очередной. И я уже вижу, смотрю, некоторые информационные источники, ваши коллеги там проталкивают мысль, что господин Скрипаль чуть ли не правозащитник какой-то. Он просто шпион, предатель Родины, понимаете? Есть такое понятие «предатель Родины». Вот он один из них.
Вот представьте себе, у вас есть, Вы гражданин своей собственной страны, и вдруг возникает у вас человек, который предаёт свою страну. Как Вы к нему отнесётесь или любой здесь сидящий, представитель любой страны? Он просто подонок, вот и всё. А вокруг этого развернули целую информационную кампанию.
4 апреля директор Департамента информации и печати МИД России Мария Захарова заявила, что британские правоохранительные органы хранят молчание о судьбе домашних животных, которые были в доме Скрипаля. Если в доме Скрипаля было применено отравляющее вещество, то эти животные должны были пострадать, — сказала она.
18 мая на вопрос журналиста, считает ли Россия Скрипаля предателем, посол РФ в Лондоне Александр Яковенко ответил: «Нет». «Он свободный человек, российский гражданин, как и британский гражданин. Он может делать все, что пожелает. Я думаю, что он уладил свои проблемы с российским государством», — сказал посол.
3 октября на международном форуме «Российская энергетическая неделя» Владимир Путин назвал Скрипаля «предателем Родины» и «просто подонком». При этом президент России подчеркнул, что травить Скрипаля никому было не нужно: «Никому не нужно (было там никого) травить. Этот Скрипаль, он предатель, как я сказал, его поймали, он наказан был, отсидел в общей сложности пять лет в тюрьме, мы его выпустили. Все. Он уехал, ещё сотрудничать продолжал, консультировал какие-то спецслужбы, ну и что?», — сказал президент.
Ко второй годовщине инцидента в Солсбери посольство России в Лондоне подготовило обновлённую версию доклада об отравлении в Солсбери и его расследовании с изложением обстоятельств дела и аспектов, нуждающихся в прояснении. Также в посольстве заявили, что по состоянию на 4 марта 2020 года «не представлены убедительные доказательства официальной версии».

### США
12 марта, после заявления Терезы Мэй в палате общин, госсекретарь США Рекс Тиллерсон опубликовал заявление, в котором полностью поддерживалась позиция правительства Великобритании в отношении отравления Сергея Скрипаля, в том числе его мнение, что Россия, вероятно, несёт ответственность за этот инцидент. 13 марта президент США Дональд Трамп в телефонном разговоре с Терезой Мэй выразил свою солидарность с позицией Великобритании.
По данным Би-би-си, в телефонном разговоре с Терезой Мэй свою солидарность также выразили президент Франции Эммануэль Макрон и канцлер Германии Ангела Меркель.

#### Санкции
22 августа 2018 года США ввели против России санкции в соответствии с законом о контроле над химическим и биологическим оружием и запрете его военного применения от 1991 года. Были запрещены поставки России продукции двойного назначения, экспорт в Россию товаров и технологий, связанных со сферой национальной безопасности США, а также поставки электронной аппаратуры, компонентов и технологий для нефтегазовой отрасли.
Закон предусматривает возможность введения второго пакета санкций в случае, если Россия не предоставит гарантий того, что она больше не будет нарушать положения международного права о химическом оружии, и разрешит ООН и международным независимым наблюдателям проведение инспекций на местах, гарантирующих, что российское правительство не применяет химическое оружие в нарушение международного права.
2 августа 2019 года Государственный департамент США объявил о введении второго пакета санкций против России по закону 1991 года. США намерены препятствовать предоставлению России любых займов, финансовой или технической помощи со стороны международных институтов (МВФ или Всемирного банка). Банкам США запрещается участвовать в первичной продаже российских суверенных долговых обязательств не в рублях и предоставлять нерублёвые кредиты российскому правительству. США также ввели дополнительные экспортные ограничения на продукцию, торговля которой контролируется в рамках борьбы с распространением химического и биологического оружия.
19 декабря 2018 года Министерство финансов США ввело санкции против Анатолия Чепиги (Руслана Боширова) и Александра Мишкина (Александра Петрова).

### КНР
27 марта официальный представитель МИД КНР Хуа Чуньин заявила, что Россия и Британия должны разрешить дело между собой на основе реальных фактов. Она также отметила, что следует «отказаться от мышления времён холодной войны» (фраза, часто используемая Китаем в отношении западных стран, но не России).
3 апреля официальный представитель МИД КНР Гэн Шуан заявил, что стороны должны разобраться в фактах и решить спор на основе взаимоуважения и равноправных обсуждений.

### Чехия
Президент Чехии Милош Земан заявил 3 мая в интервью телеканалу Barrandov, что в Чехии «производился и складировался» нервно-паралитический газ «Новичок».
По его словам, отравляющее вещество А-230 из группы «Новичок» было протестировано в ноябре 2017 года в научно-исследовательском институте министерства обороны в Брно; после тестирования, настаивает Земан, вещество было полностью уничтожено.
17 апреля 2021 года полиция Чехии объявила в розыск Александра Петрова и Руслана Боширова по подозрению в причастности к взрыву склада боеприпасов в деревне Врбетице в районе города Злин в 2014 году. Также Чехия объявила о высылке 18 российских дипломатов.

### Другие страны
15 марта лидеры США, Великобритании, Франции и Германии выступили с совместным заявлением, в котором осудили отравление Скрипаля и его дочери; они заявили о том, что британские власти проинформировали союзников, что, весьма вероятно, Россия несёт ответственность за химическую атаку. Подписавшие заявление выразили согласие с точкой зрения британских властей, что случившемуся нет иного правдоподобного объяснения. Инцидент был назван «посягательством на суверенитет Великобритании» и «явным нарушением Конвенции по химическому оружию и международного права».
15 марта с заявлением по поводу инцидента выступил и Израиль. В заявлении МИД Израиля было сказано: «Израиль решительно осуждает произошедшее в Великобритании. Мы надеемся, что международное сообщество найдёт способы не допустить повторения этого в будущем». Великобритания выразила протест Израилю в связи с тем, что в заявлении не было никак упомянуто об ответственности России. Протест Великобритании Израиль проигнорировал. 16 марта израильская спецслужба Моссад отказалась подтвердить российский след в деле Скрипаля, невзирая на настойчивые требования Великобритании.
Мексика осудила отравление Скрипаля и заявила о возможных дипломатических шагах в связи с этим делом. При этом Мексика не уточнила, против кого могут быть направлены данные шаги, и отказалась напрямую обвинить Россию в причастности к произошедшему.
Солидарность с правительством и народом России в деле Скрипаля выразил также президент Венесуэлы Николас Мадуро от имени правительства и народа Венесуэлы. Мадуро считает «безосновательными обвинения РФ в предполагаемом участии в деле экс-шпиона Сергея Скрипаля».
3 апреля о неучастии Сербии в кампании против РФ заявил министр обороны республики Александр Вулин.

## Реакция наднациональных организаций

### Совет Безопасности ООН
В связи с отравлением Сергея Скрипаля и его дочери Великобритания созвала экстренное совещание в Совете Безопасности ООН, которое состоялось 14 марта. Заместитель постоянного представителя Великобритании при ООН Джонатан Аллен заявил, что Великобритания не имеет другой альтернативы, кроме как считать Россию ответственной в отравлении Скрипаля и его дочери. Аллен обвинил Россию в нарушении Конвенции о запрещении химического оружия, так как она не сообщила о существовании программы «Новичок». Представитель Великобритании добавил, что у России давняя история убийств оппонентов, организованных государством. В связи с этим он вспомнил Александра Литвиненко, отравленного в Лондоне радиоактивным веществом.
Постпред США при ООН Никки Хейли заявила, что ответственность за отравление Сергея Скрипаля несёт Россия.
Представитель России Василий Небензя отверг обвинения к России и заявил, что Москве не выгоден подобный инцидент накануне выборов и Чемпионата мира по футболу. По его словам, Скрипаль не представлял никакой угрозы, однако «он прекрасно подходит на роль жертвы, которой можно оправдать любую немыслимую ложь, грязь и чёрный пиар в отношении России». Небензя повторил слова официальных представителей России о том, что газ «Новичок» не разрабатывался в России, а одним из наиболее вероятных источников его происхождения может быть Великобритания.
Китай занял нейтральную позицию. 16 марта постоянный представитель КНР при ООН Ма Чжаосюй заявил: «Мы надеемся, что будет проведено обстоятельное, объективное и независимое расследование, основанное на фактах». После объявления о высылке российских дипломатов из ряда стран МИД Китая заявил, что «эта проблема должна быть решена надлежащим образом между Россией и Великобританией на основе фактов».

### Организация по запрещению химического оружия
13 марта генеральный директор Организации по запрещению химического оружия (ОЗХО) Ахмет Узюмджю выступил на заседании исполнительного совета организации, высказав «серьёзную озабоченность» тем, что «химические вещества всё ещё используются для нанесения вреда людям», и призвал наказать виновных. Постпред России при ОЗХО Александр Шульгин заявил, что в России никогда не было программы под кодовым названием «Новичок». По его словам, все работы по химическому оружию были прекращены Россией в 1992 году, и разработки химического оружия под этим наименованием проводили США и Великобритания, а не Россия.
28 марта Ахмет Узюмджю заявил, что анализ вещества, которым были отравлены Сергей Скрипаль и его дочь, займёт две-три недели. Он также пояснил, что все результаты анализов будут переданы Великобритании, а далее она сама будет решать, обнародовать их или нет.
4 апреля 2018 года по инициативе России состоялась внеочередная сессия Организации по запрещению химического оружия. Россия совместно с Китаем и Ираном выставила на голосование предложение подключить Москву к расследованию отравления в Солсбери. В итоге в поддержку этого предложения проголосовали 6 из 41 представителя исполнительного совета ОЗХО (сами страны-инициаторы, Азербайджан, Судан и Алжир). 15 стран ОЗХО поддержали позицию Великобритании и 17 воздержались. Для утверждения инициативе нужно было набрать две трети голосов членов исполнительного совета. Ранее британское представительство при ОЗХО назвало предложение России «неприемлемым», охарактеризовав его как отвлекающий манёвр и «ещё одну дезинформацию с целью уйти от вопросов, на которые должны ответить российские власти».
4 мая 2018 года представители ОЗХО заявили, что доза яда при отравлении составляла от 50 до 100 мг — точное количество «невозможно оценить».

### НАТО
Официальные представители НАТО выразили глубокую озабоченность нападением с применением нервно-паралитического вещества на территории государства-члена организации. Генеральный секретарь НАТО Йенс Столтенберг призвал Россию раскрыть детали своей программы по разработке химического оружия за постсоветский период. Также он отметил, что союзники по НАТО уже предложили Великобритании всестороннее содействие в расследовании инцидента в Солсбери.

### Евросоюз
В январе 2019 года Евросоюз ввёл санкции против руководителя Главного управления Генерального штаба вице-адмирала Игоря Костюкова, его первого заместителя генерал-лейтенанта Владимира Алексеева, Александра Мишкина (Александра Петрова) и Анатолия Чепиги (Руслана Боширова). По мнению ЕС, они «ответственны за хранение, транспортировку и использование в Солсбери (Великобритания) токсичного нервно-паралитического агента». О том, что послы 28 стран Евросоюза согласовали ограничительные меры против четырёх офицеров ГРУ, сообщалось ранее в январе.

## Дипломатический конфликт

### Пресс-конференция МИД России
21 марта МИД России организовал встречу для представителей дипломатических миссий с целью прояснить позицию Москвы в связи с отравлением Скрипаля. На встречу пришли дипломаты порядка 150 стран. Директор Департамента по вопросам нераспространения и контроля над вооружениями МИД России Владимир Ермаков рассказал об отношении России к случившемуся в Солсбери и о главных претензиях Москвы к британским властям, снабдив свою речь эмоциональными ремарками и метафорами. На встрече Ермаков косвенно обвинил Великобританию в провокации, назвав нападение на Скрипаля и его дочь «грубо сфальсифицированной противоправной авантюрой», и добавил, что Россия к отравлению Скрипалей непричастна, так как это для неё не выгодно. Он призвал Великобританию совместно расследовать преступление в открытом формате. Главным виновником инцидента был назван учёный-химик Вил Мирзаянов, опубликовавший в 2008 году в своей книге формулу секретного отравляющего вещества из группы «Новичок». Начальник войск радиационной, химической и биологической защиты ВС Российской Федерации генерал-майор И. А. Кириллов заявил, что этим Мирзаянов совершил «акт пособничества терроризму». Кроме этого, было заявлено, что после эмиграции Мирзаянов «работает на правительство США».

### Брифинг в посольстве Великобритании в Москве
22 марта, на следующий день после пресс-конференции МИД России, в посольстве Великобритании в Москве для 80 высокопоставленных представителей иностранных посольств была проведена закрытая презентация, состоящая из шести слайдов, включая титульный лист под названием «Инцидент в Солсбери». 27 марта в газете «Коммерсантъ» был опубликован документ, который посольство Великобритании распространило на этой презентации среди иностранных дипломатов. В документе утверждалось, что Россия «без всяких сомнений ответственна» за инцидент в Солсбери, а также перечислялись другие «враждебные действия Москвы» за последнее время: вмешательство в выборы в США в 2016 году, DDoS-атака на интернет Эстонии в 2007 году, взлом Бундестага, попытка организации переворота в Черногории, кибератака на датское министерство обороны и др. Британский посол Лори Бристоу заявил, что российские спецслужбы предпринимают активные попытки дезинформировать общественное мнение и что «принцип действий России заключается в том, чтобы разобщать, вводить в заблуждение и сеять сомнение». Посол США в России Джон Хантсман, присутствовавший на брифинге, нашёл представленную в презентации позицию Лондона «весьма убедительной».
22 марта посольство Великобритании в Москве опубликовало полный текст доклада посла Великобритании на брифинге. Кроме прочего, в докладе было указано, что лаборатория Портон Даун подтвердила российское происхождение вещества нервно-паралитического действия, относящегося к группе «Новичок». Посол подчеркнул, что такое оружие не может быть создано негосударственными организациями в связи с его высокой опасностью и необходимостью для его производства высококвалифицированного персонала. Утверждения России, что «Новичок» мог быть произведён где угодно, были названы неубедительными. По словам посла, вместо того, чтобы предоставить объяснение появления на территории Великобритания опасного яда, Россия прибегает к дезинформации, отвлечению внимания и обвиняет других. Посол обвинил Россию в том, что она нарушила Конвенцию по запрещению химического оружия, не сообщив о разработке «Новичка». При этом посол отметил, что Конвенция не обязывает Великобританию предоставлять России образцы вещества, применённого в Солсбери, и добавил, что после нескольких инцидентов, в том числе после отравления Александра Литвиненко в Лондоне, у Великобритании нет причин сотрудничать с Россией или рассчитывать на достоверный и независимый анализ в вопросах, где могут быть затронуты её интересы.

Зелёным цветом на карте обозначены страны, выславшие российских дипломатов. Синим цветом обозначены страны, которые отозвали своих послов в Москве. Красным цветом обозначена Россия

### Высылка российских дипломатов и отзыв послов
После отравления Скрипалей произошли взаимные высылки дипломатов: страны Европейского союза и некоторые другие страны выслали некоторое число российских дипломатов, в ответ Россия выслала некоторое количество дипломатов этих стран.
14 марта Тереза Мэй объявила, что в ответ на отравление из Великобритании будут высланы 23 российских дипломата, которых Лондон считает сотрудниками разведки. Также было объявлено о приостановлении двусторонних контактов с российскими властями на высоком уровне. Было сообщено, что Великобритания понизит уровень представительства на предстоящем чемпионате мира по футболу: в Россию не поедут высокопоставленные чиновники и члены королевской семьи.
26 марта администрация президента США Дональда Трампа объявила о решении выслать из страны 60 российских дипломатов (48 сотрудников дипломатической миссии в США и 12 сотрудников миссии при ООН, которые были названы Хизер Науэрт «оперативниками российской разведки») и закрыть генеральное консульство России в Сиэтле. Посол США в России Джон Хантсман предположил, что дипломатическая собственность России в США может быть арестована несмотря на Венскую конвенцию.
27 марта Совет НАТО сократил состав представительства РФ на 10 человек, после чего численность российских сотрудников составит 20 человек. По словам генерального секретаря НАТО, «это чёткий сигнал России о том, что есть цена и последствия такого неприемлемого поведения». Семь российских офицеров при штаб-квартире НАТО будут высланы, ещё трём откажут в аккредитации.
О высылке российских дипломатов также заявили: Украина (13 дипломатов, в том числе первого и второго секретарей посольства, также объявила персонами нон грата 23 российских дипломата, выдворенных из Великобритании),
Канада (4 дипломата, также отклонила 3 дополнительных заявки от России), Германия (4 дипломата), Польша (4 дипломата), Франция (4 дипломата), Литва (3 дипломата, в том числе 2 военных атташе, также объявила 23 гражданина России персонами нон грата), Австралия (2 дипломата), Албания (2 дипломата), Дания (2 дипломата), Испания (2 дипломата), Италия (2 дипломата), Нидерланды (2 дипломата), Бельгия (1 дипломат), Латвия (1 дипломат и 1 сотрудник «Аэрофлота»), Эстония (1 военный атташе), Венгрия (1 дипломат), Македония (1 дипломат), Норвегия (1 дипломат), Румыния (1 дипломат), Финляндия (1 дипломат), Хорватия (1 дипломат), Швеция (1 дипломат), Грузия (1 дипломат), Черногория (1 дипломат), Исландия заявила о приостановке диалога c Россией на высшем уровне, её лидеры также объявили бойкот чемпионату мира по футболу 2018 года.
Молдавия выслала 3 российских дипломатов, несмотря на противодействие этому президента страны Игоря Додона. Чехия приняла решение о высылке трёх российских дипломатов, невзирая на позицию президента Чехии Милоша Земана об отсутствии доказательств участия России в «деле Скрипаля».
Болгария не приняла решение о высылке российских дипломатов, посчитав нужным сохранить нейтральность во время председательства в ЕС.
Австрия (при этом МИД страны сообщил о давлении со стороны Великобритании), Греция, Португалия и Мальта заявили, что не намерены высылать дипломатов, но выразили поддержку Великобритании и осудили отравление.
Ирландия заявила о намерении присоединиться к акции позже. Кипр отказался от высылки. В свою очередь, правительство Новой Зеландии, выразив поддержку Терезе Мэй, заявило об отсутствии российских шпионов в собственной стране.
Болгария, Люксембург, Мальта, Словакия, Словения, Португалия и Евросоюз не станут высылать российских дипломатов, но отзовут своих послов из России «для консультаций».
24 марта лидеры стран Евросоюза приняли решение отозвать посла ЕС в России Маркуса Эдерера для консультаций в Брюссель примерно на месяц.

### Ответные шаги России

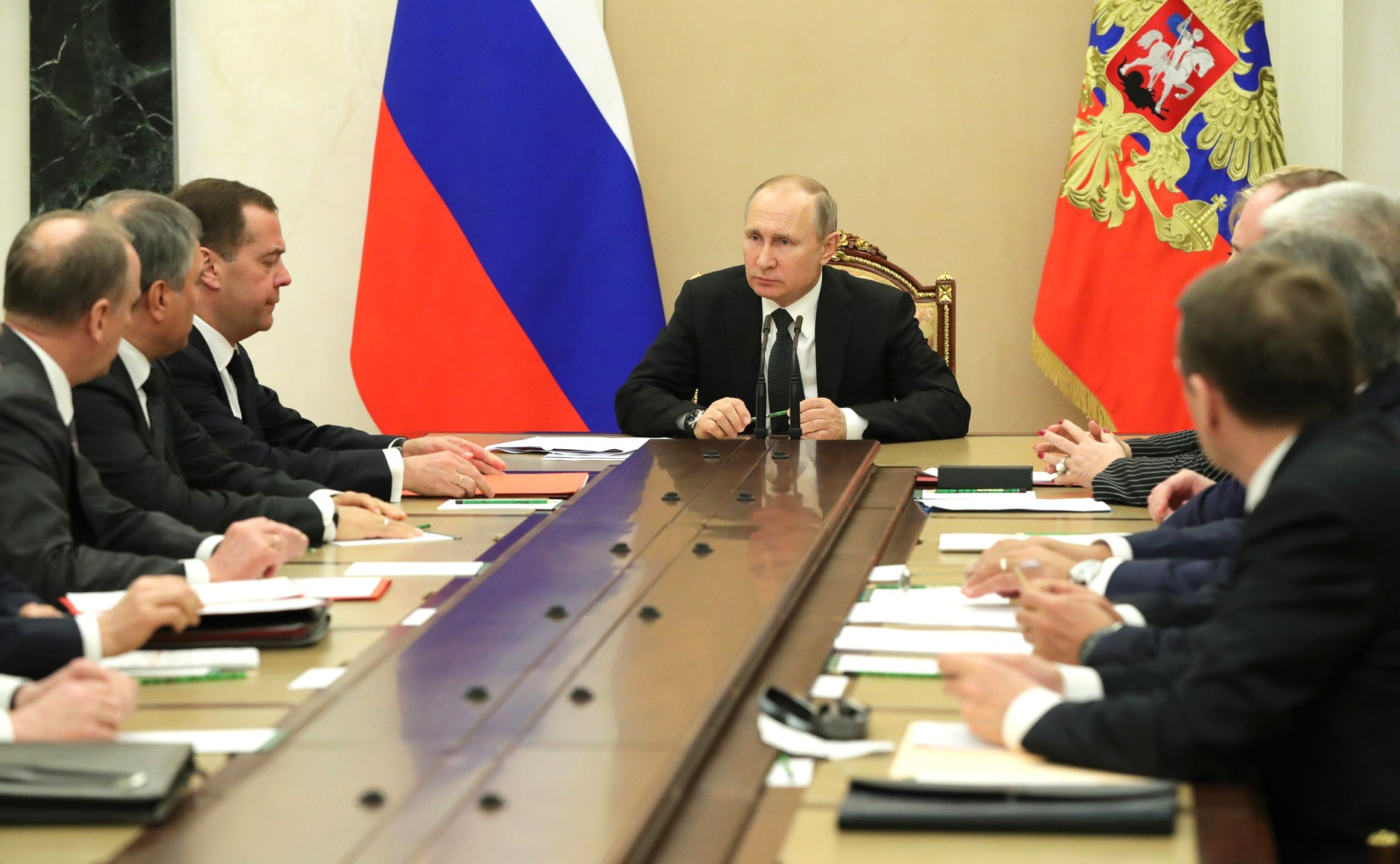
Владимир Путин проводит совещание Совета безопасности России, созванное для обсуждения ответных мер на высылку российских дипломатов западными странами. 30 марта 2018 года.

17 марта МИД России заявил о зеркальных ответных мерах на санкции Великобритании — высылке 23 дипломатических сотрудников посольства Великобритании в Москве. Было сообщено о закрытии Британского совета в России «в связи с неурегулированностью его деятельности» и отозвано согласие российской стороны на открытие генконсульства Великобритании в Петербурге.
Официальный представитель МИД РФ Мария Захарова в эфире телеканала «Россия-24» (ВГТРК) заявила: «Никогда ни на территории Советского Союза, ни во времена Советского Союза, ни во времена Российской Федерации, ни на территории Российской Федерации не было исследований, которые имели бы прямое либо кодовое название „Новичок“». По словам Захаровой, наиболее вероятным источником происхождения вещества могут быть США или Великобритания.
25 марта пресс-секретарь президента России Дмитрий Песков назвал действия Великобритании в «деле Скрипаля» «невиданным хамством», которое граничит с «бандитизмом в международных делах».
29 марта министр иностранных дел России Сергей Лавров заявил о принятии зеркальных мер по отношению к странам, выславшим российских дипломатов. Также будет закрыто консульство США в Санкт-Петербурге. 30 марта в МИД России были вызваны послы Австралии, Албании, Германии, Дании, Ирландии, Испании, Италии, Канады, Латвии, Литвы, Македонии, Молдавии, Нидерландов, Норвегии, Польши, Румынии, Украины, Финляндии, Франции, Хорватии, Чехии, Швеции, Эстонии. Им были вручены ноты протеста и было заявлено, что в ответ на высылку российских дипломатов Россия объявляет «персоной нон грата» соответствующее количество сотрудников дипучреждений перечисленных стран. Решение по высылке дипломатов Бельгии, Венгрии, Грузии и Черногории будет принято в ближайшие дни. 5 апреля МИД России проинформировал посла Венгерской Республики Яноша Балла об объявлении персоной нон грата сотрудника венгерского посольства.
30 марта МИД России потребовал от Великобритании в месячный срок сократить свой дипломатический персонал в России и привести суммарное количество работников посольства Великобритании в Москве и генеральных консульств Великобритании в России в соответствие с числом российских дипломатов, работающих в Великобритании. Разница составляет более 50 сотрудников.

### Действия сторон после инцидента в Солсбери
| Государство    | Дата   | Предпринятые меры | Дата   | Ответные меры Российской Федерации |
| -------------- | ------ | --- | ------ | --- |
| Великобритания | 14.03. | 23 рос. дипломата объявлены «persona non grata» Приостановление двухсторонних контактов с Россией Запрет посещения ЧМ-2018 по футболу в России высокопоставленным чиновникам и членам королевской семьи | 17.03. | 23 брит. дипломата объявлены «persona non grata» Отзыв согласия на открытие генконсульства Великобритании в Санкт-Петербурге Прекращение деятельности Британского совета Требование МИД РФ в месячный срок сократить дипперсонал Великобритании в России на 50 человек |
| США            | 26.03. | 48 рос. дипломата объявлены «persona non grata» Высылка 12 сотрудников миссии при ООН Закрытие генконсульства РФ в Сиэтле                                                                               | 29.03. | 60 дипломатов США объявлены «persona non grata» Закрытие генконсульства США в Санкт-Петербурге |
| Украина        | 26.03. | 13 дипломатов объявлены «persona non grata» Запрещён въезд на Украину в течение 5 лет российским дипломатам, высланным из США и Великобритании                                                          | 30.03. | 13 дипломатов объявлены «persona non grata» |
| НАТО           | 27.03. | Сокращение состава представительства РФ на 10 человек (с 30 до 20) |        | |
| Канада         | 26.03. | 4 дипломата | 30.03. | 4 дипломата |
| Германия       | 26.03. | 4 дипломата | 30.03. | 4 дипломата |
| Франция        | 26.03. | 4 дипломата | 30.03. | 4 дипломата |
| Польша         | 26.03. | 4 дипломата | 30.03. | 4 дипломата |
| Литва          | 26.03. | 3 дипломата | 30.03. | 3 дипломата |
| Чехия          | 26.03. | 3 дипломата | 30.03. | 3 дипломата |
| Италия         | 26.03. | 2 дипломата | 30.03. | 2 дипломата |
| Испания        | 26.03. | 2 дипломата | 30.03. | 2 дипломата |
| Дания          | 26.03. | 2 дипломата | 30.03. | 2 дипломата |
| Нидерланды     | 26.03. | 2 дипломата | 30.03. | 2 дипломата |
| Албания        | 26.03. | 2 дипломата | 30.03. | 2 дипломата |
| Латвия         | 26.03. | 1 дипломат + 1 сотрудник «Аэрофлота» | 30.03. | 1 дипломат |
| Венгрия        | 26.03. | 1 дипломат | 04.04. | 1 дипломат |
| Македония      | 26.03. | 1 дипломат | 30.03. | 1 дипломат |
| Румыния        | 26.03. | 1 дипломат | 30.03. | 1 дипломат |
| Финляндия      | 26.03. | 1 дипломат | 30.03. | 1 дипломат |
| Хорватия       | 26.03. | 1 дипломат | 30.03. | 1 дипломат |
| Швеция         | 26.03. | 1 дипломат | 30.03. | 1 дипломат |
| Эстония        | 26.03. | 1 военный атташе посольства России | 30.03. | 1 дипломат |
| Австралия      | 26.03. | 2 дипломата | 30.03. | 2 дипломата |
| Норвегия       | 26.03. | 1 дипломат | 30.03. | 1 дипломат |
| Молдова        | 27.03. | 3 дипломата | 30.03. | 3 дипломата |
| Ирландия       | 27.03. | 1 дипломат | 30.03. | 1 дипломат |
| Бельгия        | 27.03. | 1 дипломат | 04.04. | 1 дипломат |
| Черногория     | 28.03. | 1 дипломат | 02.04. | 1 дипломат |
| Грузия         | 29.03. | 1 сотрудник Секции интересов России в Грузии при посольстве Швейцарии в Тбилиси | 13.04. | 1 сотрудник Секции интересов Грузии в России при посольстве Швейцарии в Москве |
| Всего:         |        | 157 |        | 146 + 50 |

  — страны Евросоюза
- Британские СМИ утверждают, что все высылаемые дипломаты были секретными агентами российских спецслужб.
- Директор Службы внешней разведки Российской Федерации С. Е. Нарышкин сообщил, что среди высланных российских дипломатов действительно были офицеры СВР России, которые занимались взаимодействием со спецслужбами стран пребывания на так называемом «партнёрском канале», все эти офицеры были официально представлены в странах пребывания как сотрудники СВР России. Таких офицеров, по словам Нарышкина, было немного, и они обеспечивали безопасность российских посольств[261].
- После высылки из России 23 британских дипломатов Великобритания, возможно, в качестве новых мер закроет торговое представительство РФ в Лондоне[262].
- 3 апреля представители Государственного департамента США заявили о готовности выдать аккредитацию 60 российским дипломатам для замены вакантных позиций в посольстве РФ на американской территории. При этом Соединённые Штаты исходят из того, что Москва также готова принять новых американских дипломатов взамен тех, которые обязаны покинуть Россию, с тем чтобы восполнить общее число сотрудников собственной дипломатической миссии[263].

## Комментарии учёных-химиков
Одним из первых, кто рассказал прессе о действии «Новичка», был эмигрировавший в США советский учёный-химик Вил Мирзаянов. В России его преследовали за разглашение в 1992 году секретной программы по разработке химического оружия. Как станет позже известно, речь шла о серии боевых отравляющих веществ, объединённых названием «Новичок». Мирзаянов считает, что остаточному действию «Новичка» могли быть подвержены сотни людей в Солсбери. Если Сергей и Юлия Скрипаль после отравления останутся живы, они всю свою оставшуюся жизнь будут иметь серьёзные проблемы со здоровьем. «Новичок» поражает нервную систему и, если сразу же не ввести антидот, то человек умирает очень быстро. Но даже своевременное применение антидота не даёт полного восстановления функций. Мирзаянов также раскритиковал организацию общественного здравоохранения Великобритании, которая рекомендовала жителям Солсбери постирать свои личные вещи. По его словам, этого недостаточно для удаления следов химического вещества. Кроме того, Мирзаянов заявил, что опытные образцы данного вещества могли быть получены во многих странах благодаря его публикациям и формулам, раскрытым в его книге. Позднее Мирзаянов добавил, что принадлежность «Новичка» к той или иной лаборатории можно определить по так называемому промотору, который может служить в качестве своеобразного «отпечатка пальцев», так как каждая лаборатория использует разные его версии. В другом интервью Мирзаянов отметил, что в готовом виде «Новичок» хранится около десяти лет, после чего становится непригодным для боевого применения, так как концентрация действующего вещества становится менее 70 %. Однако и с такой концентрацией «Новичок» может быть использован для террористических целей, изменится лишь его смертельная доза. По словам учёного, смертельная доза яда для боевого применения составляет 0,01 мг на килограмм веса.
Доктор химических наук, профессор Леонид Ринк, участвовавший в 1980-х годах в разработке химического оружия в СССР (в том числе над группой отравляющих веществ «Новичок»), считает, что к предполагаемому отравлению Скрипаля Россия непричастна, указывая на тот факт, что при воздействии отравляющего вещества жертвы не погибли: либо это не система «Новичок», либо она была изготовлена не по технологии, либо была неправильно применена. При этом отказ Великобритании предоставить образец отравляющего вещества для изучения свидетельствует о том, что образец мог быть произведён не на территории России, так как технология производства может отличаться от принятой в СССР. Сам Леонид Ринк в 1995 году был признан виновным в нелегальном распространении «Новичка» и был фигурантом дела об убийстве банкира Ивана Кивелиди.
Владимир Углев, один из сотрудников группы, которая разрабатывала в бывшем СССР нервно-паралитические отравляющие вещества под названием «Новичок», в интервью российскому изданию «The Bell» 20 марта 2018 года рассказал о том, как разрабатывали «Новичок», кто был заказчиком и как действует это вещество. Он признал, что при условии поражения отравляющим веществом группы «Новичок» достаточной концентрации у Скрипаля и его дочери нет шансов выжить. Углев также отметил, что информация об отравлении Скрипаля именно «Новичком» исходит от политиков, а не непосредственно от учёных, которые, по его словам, этого ещё не подтвердили. Углев рассказал о том, что доступ к яду был у многих, лично он отправлял образцы яда в множество сторонних организаций после чего «они могли оказаться в руках любых других людей». Ему самому неизвестные по телефону предлагали $5000 за продажу небольшой партии вещества.
Научный руководитель лаборатории научного центра Министерства обороны России Игорь Рыбальченко в интервью газете «Известия» заявил, что вещество А-234 (разновидность «Новичка») похоже на вязкую мазь и не распространяется по воздуху.

## Комментарии в СМИ

### Запад
В статье учёного-советолога Эми Найт, опубликованной на сайте канадской газеты The Globe and Mail, автор написала, что, по её мнению, отравление Скрипаля за две недели до выборов Президента России могло быть не случайным: хотя победа Путина была гарантирована, Кремль якобы хотел добиться как можно более высокой явки. Обвинения Запада против России оказались очень кстати, ещё больше утвердив образ Путина как решительного защитника интересов России от нападок Запада.
Эксперт по безопасности в Институте международных отношений Праги Марк Галеотти высказал мнение, что если за отравлением стоял Кремль, то Москва нарушила неписаные правила, согласно которым после обмена агенты пользуются иммунитетом. Он также предположил, что Москва могла прийти к выводу, что Скрипаль «вернулся в игру — работал на британскую разведку или другое разведывательное агентство».
В британских СМИ вспомнили смерть болгарского писателя-эмигранта Георгия Маркова, убитого в Лондоне в 1978 году с помощью отравленного зонтика, а также смерть бывшего сотрудника ФСБ Александра Литвиненко, отравленного в 2006 году с помощью радиоактивного полония-210. Радио Свобода в контексте отравления Скрипаля проанализировало ряд других подобных случаев, а также вспомнило, что именно в Солсбери жил и работал в 1990-е годы в центре прикладных микробиологических исследований в Портон-Дауне учёный-перебежчик из СССР, участник советского проекта создания биологического оружия Владимир Пасечник.
1 апреля 2018 года эксперт по международным отношениям, профессор Лёвенского католического университета Танги Де Вильде (Бельгия) заявил об отсутствии доказательств причастности России к отравлению Скрипалей.

### Россия
7 марта происшествию в Солсбери был посвящён один из сюжетов программы «Время» на «Первом канале». Ведущий, заместитель генерального директора Первого канала Кирилл Клеймёнов, выразил мнение, что «профессия предателя» опасна, напомнив о других загадочных смертях на территории Великобритании: Александра Перепеличного (в 2012 году), Бориса Березовского (2013), Александра Литвиненко (2006) и эксперта по радиации Мэтью Панчера (2016), умершего через 5 месяцев после поездки в Россию.
В еженедельной программе «Вести недели» на государственном телеканале «Россия 1» от 11 марта ведущий Дмитрий Киселёв в сюжете под названием «Гиблое место» высказал мнение, что отравление экс-полковника ГРУ выгодно лишь Великобритании «для того, чтобы подпитать русофобию». Возможной целью английских действий Киселёв назвал бойкот чемпионата мира по футболу 2018, который пройдёт в России.
5 октября 2018 года Газпром-медиа заблокировал клип Семёна Слепакова на шуточную «Песню о солсберецком шпиле» о Петрове и Боширове, по данным отдельных СМИ — по просьбе самого Слепакова.

### Китай
Издание «Global Times» в редакционной статье от 27 марта осудило действия западных стран, назвав их «грубой и нецивилизованной формой поведения». Издание напомнило, что до сих пор не предъявлено никаких доказательств причастности России к отравлению Скрипаля и его дочери и что правительство Великобритании должно организовать независимое расследование представителями международного сообщества. По мнению издания, «тот факт, что крупные западные державы могут объединяться и „выносить приговор“ другому государству, пренебрегая международными процедурами и правилами, вызывает большие опасения. Во времена холодной войны ни одна западная нация не осмелилась бы совершить такую провокацию, но сегодня она осуществляется с безудержной лёгкостью. Такие действия представляют собой не что иное, как форму западных издевательств, которые угрожают глобальному миру и справедливости». Также издание призвало незападные страны «укреплять единство и предпринять совместные усилия, чтобы защитить себя от западной тактики запугивания».

## Другие инциденты и их возможная связь с отравлением Скрипаля
В связи с отравлением Сергея Скрипаля британская полиция занялась расследованием случаев подозрительной смерти в период с 2003 года 14 человек, которые были оппонентами Владимира Путина или имели связи с российскими властями. Ранее эти смерти не рассматривались как убийства, а считались следствием естественных причин, несчастных случаев или самоубийствами. В рамках этого расследования Великобритания собирается эксгумировать останки по крайней мере двух россиян (Бадри Патаркацишвили и Александра Перепеличного) для тщательной проверки причин смерти.
Бывший офицер КГБ и «двойной агент» Борис Карпичков, который скрывается в Великобритании под вымышленным именем и который, по его собственной версии, также пережил «покушение» российских спецслужб с использованием химического вещества в 2006—2007 годах, сообщил западным СМИ, что 12 февраля 2018 года ему позвонил его друг, российский разведчик. Он предупредил Карпичкова, что его имя находится в списке из восьми человек, которых российские спецслужбы намереваются ликвидировать. Кроме имени Карпичкова, позвонивший назвал имя Сергея Скрипаля и ещё нескольких лиц из этого списка. Карпичков заявил, что до этого звонка о Скрипале не слышал.
В контексте отравления Скрипаля в российских СМИ упоминалось первое в России убийство с использованием нервно-паралитического отравляющего вещества — преступление в отношении бизнесмена и банкира Ивана Кивелиди было совершено в Москве в августе 1995 года. Региональный редактор Центра по исследованию коррупции и организованной преступности Роман Шлейнов опубликовал в «Новой газете» документы из материалов дела об убийстве Кивелиди, а также показания следствию и суду одного из разработчиков группы отравляющих химических веществ «Новичок», химика Леонида Ринка в 1999—2007 годах. Из предоставленных документов следует, что Ринк продавал секретное отравляющее вещество разным людям, связанным с криминалом. За пределами секретной лаборатории оказалось «8—9 ампул», каждой из которых было бы достаточно для убийства порядка 100 человек. В связи с этим газета приходит к выводу о том, что в 1990-е годы власти потеряли контроль над мощным отравляющим веществом, свойства которого составляли государственную тайну.
СМИ также упоминали о том, что российские спецслужбы использовали нервно-паралитическое вещество для ликвидации в марте 2002 года в Чечне исламистского террориста Хаттаба, которому через завербованного агента было доставлено ядовитое письмо, обработанное специальным составом.

### Отравление в Эймсбери
4 июля 2018 года был зафиксирован ещё один случай отравления, на этот раз в городе Эймсбери, находящемся в 11 км к северу от Солсбери. Пострадавшими оказались 44-летняя британка Дон Стёрджес и её 45-летний спутник Чарльз Роули. Глава контртеррористического управления Скотленд-Ярда сделал заявление, что жертвы были отравлены веществом «Новичок». Источником отравления стал заражённый этим ядом предмет, с которым пара вступила в контакт. 13 июля следователи сообщили, что обнаружили в квартире пострадавших флакон со следами «Новичка» внутри.
Хотя пострадавшие были госпитализированы уже 30 июня, их сначала лечили как получивших передозировку наркотических средств. Несмотря на усиленную терапию, 8 июля Дон Стёрджес скончалась в больнице от последствий отравления.
Министр внутренних дел Великобритании Саджид Джавид выступил с заявлением, в котором обвинил Россию в применении боевых отравляющих веществ на территории Великобритании. Министр обороны Великобритании Гэвин Уильямсон также обвинил Россию в химической атаке, повлёкшей смерть британского подданного.

## В культуре
- Высказывание премьер-министра Великобритании Терезы Мэй[309] в палате общин 12 марта 2018 года по делу об отравлении Скрипалей, привело к появлению и широкому распространению в русскоязычном сегменте интернета выражения «хайли лайкли»[310] — мема, фразеологизма и хештега[311], применяемого в ироническом контексте подачи как факта информации, которую невозможно подтвердить, и вины, которая принимается без доказательств[312]:171.
- В июне 2020 года на экраны вышел британский мини-сериал «Отравление в Солсбери».
- «Дело Скрипалей» стало выражением нарицательным, подобно термину «Карибский кризис» и им подобным.